# Lautaro García

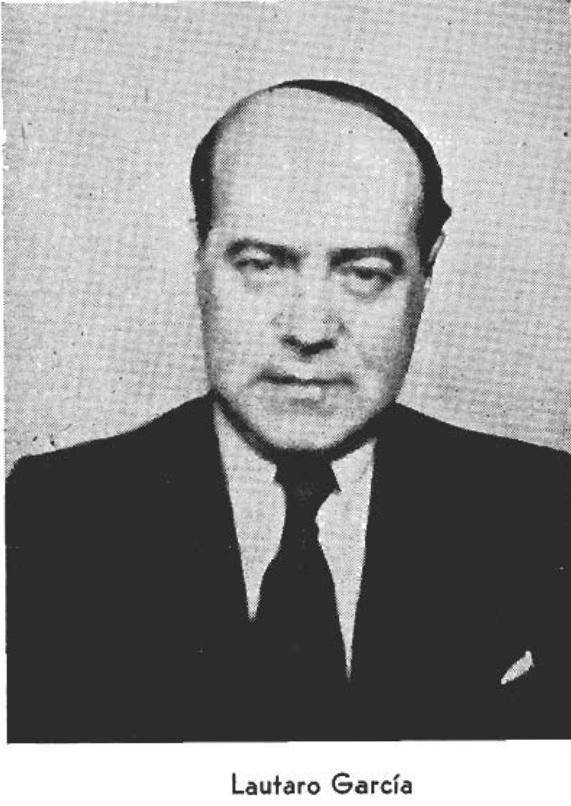
Lautaro García (1936)

Lautaro García Vergara (* 8. Oktober 1895 in San Fernando; † 12. Juli 1982 in Santiago de Chile) war ein chilenischer Maler, Sänger und Dramatiker.
García war als Maler Schüler von Fernando Álvarez de Sotomayor an der Escuela de Bellas Artes und zählt zur Malergruppe der Generación del Trece. Als Dramatiker verfasste er 15 Stücke vom bäuerlichen Drama über die Komödie bis zur Farce. Zudem betätigte er sich als Schauspieler und Kunstkritiker.
In den zwanzig Jahren seiner Laufbahn als Sänger trat García u. a. am Städtischen Theater von Santiago, am Opernhaus von Nizza und an der Mailänder Scala auf. Von 1929 bis 1930 war er Direktor des Museo Nacional de Bellas Artes, 1937–38 chilenischer Konsul in Rom. 1958 wurde er mit dem Premio Nacional de Arte ausgezeichnet.